# 一宮市立三条小学校

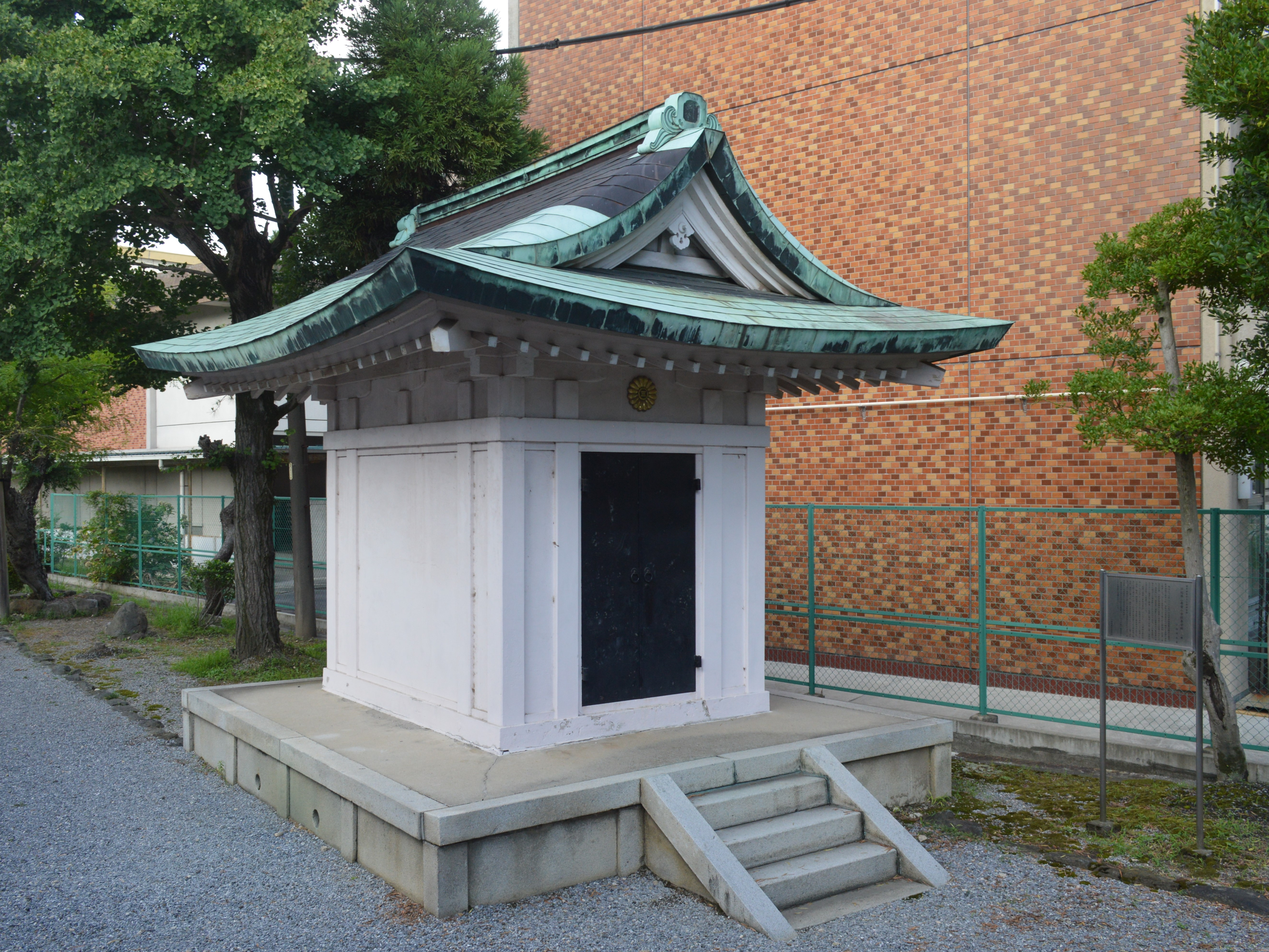
旧起第二尋常小学校奉安殿

一宮市立三条小学校（いちのみやしりつさんじょうしょうがっこう）は、愛知県一宮市三条字苅16番地にある公立小学校である。
1929年（昭和4年）には御真影を保管する奉安殿が建てられた。戦後には奉安殿が隣接地の三條神社に移築された。2007年（平成19年）10月2日、旧起第二尋常小学校奉安殿として登録有形文化財に登録された。

## 沿革
- 1892年（明治25年） - 三条村立三条尋常小学校として創立。
- 1907年（明治40年） - 起町立三条小学校と改称。
- 1929年（昭和4年） - 起第二尋常小学校と改称。
- 1941年（昭和16年） - 起町立第二国民学校と改称。
- 1947年（昭和22年） - 起町立三条小学校として発足。
- 1955年（昭和30年） - 尾西市立三条小学校と改称。
- 2005年（平成17年） - 尾西市が一宮市に編入され、一宮市立三条小学校と改称。

## 校訓
- 心豊かな たくましい 三条っ子

## 通学区域
篭屋1-5丁目、小信中島字郷東の一部、小信中島字仁井北、小信中島字仁井西の一部、小信中島字東鵯平の一部、三条（三条字江向、三条字下り戸、三条字四反田、三条字新田畑、三条字西蛭子の一部、三条字野間の一部、三条字屋敷を除く）、西五城字板倉前西切、西五城字高坪前、西五城字比丘尼道西、東五城字大平裏の一部、東五城字篭島の一部、東五城字北作野の一部、東五城字中通り西、東五城字東備前、東五城字備前、東五城字南田尾の一部、東五城字祐久野。

## 進学先中学校
- 一宮市立尾西第一中学校
- 一宮市立尾西第三中学校